# Samir ar-Rifa’i (1901–1965)
Samir ar-Rifa’i, arab. ‏سمير الرفاعي‎ (ur. 3 stycznia 1901 w Safedzie, zm. 12 października 1965 w Ammanie) – jordański polityk, dwukrotny premier Transjordanii i czterokrotny szef rządu
Jordanii.

## Życiorys
Od 1922 pracował jako urzędnik w Palestynie, od 1925 w Transjordanii. W 1944 emir Abd Allah mianował go ministrem spraw wewnętrznych emiratu Transjordanii, zaś trzy lata później powierzył mu kierowanie rządem. Na stanowisku tym ar-Rifa’i pozostał do 3 maja 1949. Drugi raz został premierem Transjordanii w grudniu 1950 i sprawował urząd do 25 lipca 1951. Odszedł z niego kilka dni po zabójstwie Abd-Allaha, zamordowanego przez Palestyńczyka przed meczetem Al-Aksa.
Po śmierci króla ar-Rifa’i, jako jeden z najbardziej wpływowych polityków jordańskich, brał udział w rodzinnej naradzie rodu Haszymitów w sprawie sukcesji po Abd Allahu. Postanowiono na niej o zachowaniu odrębności państwa jordańskiego i ogłosić jego królem najstarszego syna zamordowanego władcy, chorego na schizofrenię Talala. Zamierzano upozorować, że jest on zdrowy i może normalnie pełnić swoje obowiązki, po czym doprowadzić do jego abdykacji, gdy tylko edukację w Wielkiej Brytanii ukończy jego syn Husajn.
W 1956 rządzący już – zgodnie z wcześniejszymi ustaleniami – król Husajn mianował ar-Rifa’ia premierem Jordanii. Stało się to po kolejnej fali zamieszek, których uczestnicy sprzeciwiali się prozachodniej orientacji kraju i (ostatecznie zarzuconym) planom wstąpienia do Paktu Bagdadzkiego. Ar-Rifa’i był konserwatystą szczerze popierającym rządy Haszymitów. Na żądanie króla 1 marca 1956 usunął z kraju twórcę i dowódcę Legionu Arabskiego Johna Bagota Glubba i jego współpracowników. Stanowiło to początek arabizacji jordańskich sił zbrojnych, dowodzonych dotąd przez Brytyjczyków, i podniosło popularność Husajna w społeczeństwie. Ar-Rifa’i odszedł ze stanowiska 20 maja 1956. W kwietniu 1957 wszedł do rządu Ibrahima Haszima jako minister spraw zagranicznych. Rząd Haszima stłumił pronaserowską opozycję w Jordanii. Ar-Rifa’i, jeden z najważniejszych doradców króla, zachęcał go do podjęcia kroków na rzecz zawarcia unii iracko-jordańskiej. Związek dwóch krajów rządzonych przez Haszymitów miał stanowić przeciwwagę dla krajów arabskich rządzonych przez lewicę, zwłaszcza dla powstałej w 1958 Zjednoczonej Republiki Arabskiej łączącej Egipt i Syrię. W tym samym roku ar-Rifa’i stanął po raz kolejny na czele rządu i pozostał na stanowisku do stycznia 1959, gdy zrezygnował, powołując się na problemy zdrowotne.
Po raz ostatni objął urząd premiera w marcu 1963, jednak już w kolejnym miesiącu jego gabinet upadł, nie uzyskawszy w parlamencie wotum zaufania. Ar-Rifa’i został wówczas członkiem rady powierniczej Uniwersytetu Jordańskiego. Zmarł dwa lata później na atak serca.

## Rodzina
Ojciec Zajda ar-Rifa’ia, premiera Jordanii w latach 1973–1979 i 1985–1989 oraz dziadek Samira ar-Rifa’ia, również premiera kraju w latach 2009–2011.